# NGC 2203
NGC 2203 is een open sterrenhoop in het sterrenbeeld Tafelberg. Het hemelobject werd op 23 januari 1836 ontdekt door de Britse astronoom John Herschel.

## Synoniemen
- ESO 34-SC4